# Dynamo-Victor
La Dynamo-Victor è una società di pallamano maschile con sede a Stavropol', in Russia.

## Storia
Come molti sport, la pallamano è arrivata in Russia grazie alle università e la squadra di pallamano della facoltà di agronomia di Stavropol, chiamata Burevestnik (Буревестник), vinse diversi campionati universitari. Successivamente venne fondata anche una squadra di pallamano femminile in questa università, chiamata Azot (Азот).
Nel 1993 venne creato il primo club ufficiale di pallamano a Stavropol' chiamato Dynamo, che giocò nella seconda divisione del campionato russo fino al 1997, anno in cui guadagnò la Super League. Nei primi anni nel campionato maggiore, la stagione 1999-2000 fu quella di maggior successo per il club con un 7º posto finale. In seguito, la squadra dovette combattere per rimanere in Super League, chiudendo le stagioni quasi sempre in fondo al tavolo. La seconda metà degli anni 2000 ebbe maggior successo: dopo che la "Viktor-SKA" fu quasi retrocessa nella stagione 2005-2006 (salvandosi nei playout), la squadra è salita tra le prime otto nella stagione successiva, chiudendo i playoff al 7º posto.
La squadra è stata fortemente influenzata dalla crisi economica del 2008-2009: nella stagione 2007-2008 ha combattuto per entrare nel campionato europeo, mentre la successiva stagione 2008-2009 iniziò molto male per la squadra, con la prima vittoria solo nella settima giornata e la discussione, nel corso della stagione, persino del ritiro della Dynamo Victor dal campionato, chiuso poi al 9º posto. Nel 2008 la regione ha stanziato 11 milioni di rubli per la squadra e nel 2009 solo 620.000, costringendo molti giocatori forti a lasciare la squadra. Durante la pausa invernale della stagione 2009-2010, la Dynamo Victor non ha nemmeno organizzato gli allenamenti, mentre parte dei giocatori di pallamano furono arruolati nell'esercito, influenzato negativamente il futuro della squadra.
La Dinamo è riuscita a posizionarsi bene con un quarto posto nel 2010 e un ottimo terzo posto nel 2017, che ha consentito l'accesso al campionato europeo, giungendo ai quarti di finale.